# Jan Aleksander Sieheń
Jan Aleksander Sieheń herbu Syrokomla (zm. w 1659 roku) – podstoli wendeński w latach 1644-1654, cześnik wendeński przed 1645 rokiem, miecznik mozyrski w 1641 roku.
W 1648 roku był elektorem Jana II Kazimierza Wazy z województwa wileńskiego.